# ArenaNet
ArenaNet es una desarrolladora de videojuegos y parte de NCsoft, fundada en el 2000 por Mike O'Brien, Patrick Wyatt y Jeff Strain y localizada en Bellevue, Washington. Ellos son los desarrolladores de la saga episódica de videojuego de rol multijugador masivo en línea Guild Wars.
Los fundadores de ArenaNet habían formado parte de la plantilla de Blizzard Entertainment y jugaron un papel importante en el desarrollo de los videojuegos Warcraft, StarCraft, Diablo, Diablo II, y la red de juego Battle.net. Su nuevo estudio se llamó Triforge, Inc. durante un breve período, antes de cambiar su nombre al de ArenaNet y ser adquirido por NCsoft.
El 10 de septiembre de 2008, NCsoft anunció que todas sus subsidiarias Norteamericanas y Europeas, incluida ArenaNet, pasarían a estar dirigidas por una nueva división llamada NC West (nombre provisional), afincada en Seattle, Washington. Desde entonces ArenaNet ya no respondería directamente ante NCSoft Korea. Tres de los ejecutivos de ArenaNet dejaron la compañía para asumir puestos de liderazgo en esta nueva división: Chris Chung pasó a ser su CEO, Jeff Strain su presidente, y Patrick Wyatt su CTO. Guild Wars 2 continuaría bajo la dirección de Mike O'Brien, quien permanece en ArenaNet. En agosto de 2009, Jeff Strain abandonó NCSoft y más tarde anunció que formaría una nueva compañía de videojuegos.

## Títulos

### Guild Wars Prophecies
Guild Wars es un juego que combina los géneros de videojuego de rol de acción y de videojuego de rol, con competición tanto en forma de jugador contra jugador (en combates aleatorios, equipos, torneos, o batallas entre clanes), como de jugador contra entorno (en misiones, búsquedas, o exploración de terreno). Los desarrolladores llaman a esta mezcla «videojuego de rol en línea competitivo». Dos metas importantes en el juego fueron minimizar la necesidad de realizar tareas repetitivas para ganar poder en el mundo de juego (grind), y la dependencia que los jugadores tienen de los objetos poderosos para ser competitivos. Estos dos objetivos diferencian al juego de la mayoría de los MMORPG, donde un jugador muy asiduo consigue mucha ventaja sobre un jugador más ocasional, simplemente por haber jugado más tiempo y haber encontrado mejores objetos de juego y equipo para el personaje. En Guild Wars, en cambio, la ventaja en batalla proviene de cómo de bien seleccione y emplee el jugador sus ocho habilidades (de entre los cientos de que dispone), un arte difícil de dominar. El juego también difiere de la mayoría de MMORPG en que no impone cuotas mensuales, sino que basa sus ingresos en el lanzamiento de expansiones independientes o campañas (además de diversos micropagos). Sin embargo no fue así en Eye of the North, que era una expansión convencional que requería poseer una de las campañas previas. ArenaNet declaró que esto fue así porque ese formato fue restringiendo su habilidad para incluir nuevas mecánicas de juego y equilibrar el abrumador número de habilidades que iban incluyendo en cada título, de modo que decidieron empezar a trabajar en Guild Wars 2 para corregir estos problemas (con Eye of the North a medio camino entre Guild Wars y Guild Wars 2).

### Guild Wars Factions
Guild Wars Factions es la primera secuela de Guild Wars, y además de otras cosas incluye un nuevo mapa del mundo con sus respectivas misiones, dos nuevas profesiones (el Asesino y el Ritualista), varios modos nuevos de juego, y "títulos" que miden el avance de los personajes en diversas tareas. A menudo se hace referencia a esta campaña como el segundo "capítulo", siendo el primero el propio juego inicial, que pasó a denominarse Guild Wars: Prophecies para hacer una distinción entre capítulos. Se debe tener en cuenta que no es una expansión sino un juego independiente, lo que significa que no requiere poseer antes Guild Wars: Prophecies para jugarlo, aunque poseer ambos capítulos mejora la experiencia de juego.

### Guild Wars Nightfall
El tercer capítulo de la saga Guild Wars, titulado Guild Wars Nightfall fue lanzado el 27 de octubre de 2006. Como los capítulos previos este es un producto independiente, pero se puede combinar con los anteriores para mejorar la experiencia de juego. Este tercer capítulo incorpora un nuevo mapa del mundo con más misiones, dos nuevas profesiones (el Derviche y el Paragón), y un nuevo modo jugador contra jugador, pero su contribución más memorable es la introducción de "héroes" que viajan con el personaje por campañas y misiones y son plenamente modificables por el jugador.

### Guild Wars: Eye of the North
Eye of the North es la primera expansión verdadera de la serie Guild Wars. Lanzado el 31 de agosto de 2007, requiere poseer una de las campañas previas, e introduce dos nuevas razas (los Asura y los Norn) que serán jugables en el inminente Guild Wars 2. Pretende ser el puente entre el juego original y Guild Wars 2 mediante el Museo de monumentos, un mecanismo que permite transferir logros de la primera serie a la nueva secuela.

### Guild Wars 2
Anunciado en marzo de 2007, Guild Wars 2 ha sido la secuela de la actual saga de videojuegos Guild Wars. El juego está ambientado aproximadamente 250 años después de los acontecimientos de la serie original y aporta diversas características nuevas, como un mundo persistente (como oposición a un mundo estanciado), eventos dinámicos, una historia personal del personaje con diversas derivaciones, y un motor gráfico actualizado. Se esperaba que el juego llegase al público en 2012; La fase beta cerrada interna comenzó en diciembre de 2011 y los eventos de beta de fin de semana para la prensa comenzaron en marzo de 2012. Los eventos de beta de fin de semana para el público empezaron en abril de 2012 y estuvieron abiertos para todo aquel que hubiera reservado el juego, aquellos que fueron invitados tras solicitarlo, y los que ganaron una clave beta en algún concurso.
En la mañana del 20 de agosto de 2009, ArenaNet publicó en su sitio web el primer tráiler de Guild Wars 2.
El juego salió a la venta el 28 de agosto de 2012.

### Guild Wars 2: Heart of Thorns
Tres años después de la salida del juego original, el 23 de octubre de 2015 se publicó la primera y hasta la fecha última expansión del segundo título de la saga, bajo el nombre de Heart of Thorns. La expansión incorpora importantes novedades en todos los ámbitos de juego (PvE, PvP y WvW), principalmente destinadas a jugadores que ya han alcanzado el máximo nivel del juego (nivel 80). Es de destacar la aparición de cuatro mapas de PvE completos, nuevos fractales, nueva clase Retornado, salas de clan y el sistema de dominios, que permite a los jugadores en nivel máximo seguir ganando experiencia para adquirir nuevas habilidades. La ambientación del título lleva a los jugadores a enfrentarse al dragón anciano Mordremoth, en las profundidades de las selvas de Maguuma.
Poco después del lanzamiento de la expansión se incorporaron las incursiones (raids) y dio comienzo la tercera temporada del Mundo Viviente.